# Mark Podwal
Mark H. Podwal, né le 8 juin 1945 à Brooklyn (New York) et mort le 13 septembre 2024à, Harrison, dans l'État de New York, est un médecin juif américain, ophtalmologiste, connu pour ses illustrations, pour le New York Times et pour plusieurs ouvrages dont le Golem d'Elie Wiesel.

## Biographie
Mark H. Powdal est né le 8 juin 1945 à Brooklyn, New York. Il grandit à Flushing, Queens. Il est le fils de Milton Powdal et de Dorothy Applebaum. Son père possède un bar-grill dans le Bowery. Sa mère, immigrante d'origine polonaise, s'occupe du foyer.
Il reçoit un B.A. du Queens College de l'Université de la ville de New York, en 1967.

### Dermatologue
Mark Powdal fait ses études de médecine au New York University School of Medicine et reçoit son M.D., en 1970. Il est un dermatologue, Clinical Associate Professor, Ronald O. Perlman Department of Dermatology, au NYU Langone Medical Center,.

### Illustrateur
- Livres pour adultes :
  - (en) Let My People Go: A Haggadah, Darien House, New York, New York, 1972.
  - (en) Paul Simon, New Songs, Knopf, New York, New York, 1975.
  - (en) Francine Klagsbrun, Voices of Wisdom, Pantheon Books, New York, New York, 1979, republished by Jonathan David Publishers, 1986.
  - (en) Elie Wiesel, The Golem, Summit Books, New York, New York, 1983.
  - (en) Howard Schwartz, The Captive Soul of the Messiah, Schocken, New York, New York, 1983.
  - The Elie Wiesel Collection, fourteen volumes, Bibliophile Library, Paris, France, 1985–1988.
  - (en) Elie Wiesel, Six Days of Destruction, Paulist Press, 1988.
  - (en) Elie Wiesel (commentator), A Passover Haggadah, Simon & Schuster, New York, New York, 1993.
  - (en) Francine Klagsbrun, Jewish Days: A Book of Jewish Life and Culture around the Year, Farrar, Straus & Giroux, New York, New York, 1996.

En français
- Elie Wiesel, La Haggadah de Pâque, illustré par Mark Podwal, commentaires, éditions Le Livre de poche - 1997.
- Elie Wiesel, Le Golem, (illustrations Mark Podwal, 1983), Éditions du Rocher / Éditions Bibliophane, Monaco,1998,  (ISBN 2 268 030431)